# Lepidopilidium attenuatum
Lepidopilidium attenuatum är en bladmossart som beskrevs av Thériot 1930. Lepidopilidium attenuatum ingår i släktet Lepidopilidium och familjen Hookeriaceae. Inga underarter finns listade i Catalogue of Life.